# Portall
Portall is een Elburgse death- en thrashmetalband. Portall bestaat sinds 2003 en stond op de planken met onder andere Hatesphere, Legion of the Damned, Sinister, Vomitory. In 2005 wonnen zij de Metalbattle en werden dat jaar 2e op Aardschoks Metalbash.
Portall's muziek wordt vergeleken met bands als: Testament, Vader, Death en Exodus.

## Biografie
Portall werd opgericht in Zwolle. Na het onverwachte vertrek van hun tweede gitarist werd Peter Haverkamp benaderd om zijn plaats over te nemen. De muziekstijl is sindsdien onderworpen aan een heleboel verandering, waarbij al het materiaal en opnames tot dusver gemaakt volledig van de baan werden geschoven. Desondanks wist Portall 2.0 al in april van 2003 een demo uit te brengen, wat hun een groot aantal optredens opleverde.
In 2004 won Portall de Metalbattle, een metalbandcompetitie. Dit gaf de band de mogelijkheid om hun eerste ep op te nemen, genaamd "In the Absence of Light". Deze ep met 5 nummers viel goed in de smaak bij de metalheads en de media. In 2005 bereikte Portall de finale van Aardschok’s Metalbash. Ook hier viel de band’s overtuigende thrashmetal in de smaak, wat Portall een tweede plaats opleverde. Zij kwamen slechts één punt tekort voor een overwinning.
Door zowel de succesvolle metalband competities alsmede de ep kon de band in 2006 en 2007 gaan toeren.
In 2008 wist de band een contract te tekenen bij de Zweeds/Nederlandse platenmaatschappij Under Her Black Wings. Hun eerste album, genaamd "Code Black", werd op 31 januari 2009 uitgebracht.

## Discografie
- "In The Absence of Light" (ep)
- "Code Black"
- "King of the Mad*